# Баба-Яга (картина)
«Баба-Яга» — картина русского художника Виктора Васнецова, написанная в 1917 году.
На картине изображена Баба-Яга в ступе и с метлой, летящая со своей добычей — ребёнком.
Хранится в Доме-музее В. М. Васнецова (филиал Третьяковской галереи).

## Описание
Картины «Баба-Яга» (1901—1917) и «Кащей Бессмертный» (1917—1926) объединяет общая тема — тема жестокой бесчеловечности, стяжательства, накопительства. Главные персонажи этих картин — именно «злодеи» из русских народных сказок, которые сеют вражду и зло. <…> У Васнецова в картине представлен эффектный и динамичный момент похищения мальчика. Летит сквозь мрачную чащобу над болотом в деревянной ступе страшная Баба-Яга. Одной костлявой рукою она машет помелом, другою — крепко удерживает испуганного похищенного Ивашку. Вокруг бушует стихия — мы словно слышим, как завывает ветер, вырывая с корнем деревья. От топкого болота подымается туман. Мрачно горит красный восходящий полумесяц. Стремительно улетают от ведьмы испуганные сороки, ухает встревоженная сова… Ярким красным пятном развевается по ветру юбка Бабы-Яги. Пронзительно светится белая рубашка испуганного мальчика, зовущего на помощь. Пожалуй, эта «героиня» картины — самое впечатляющее воплощение сил зла у Васнецова — чего стоит один страшный оскал её беззубого рта! Добро в этой картине кажется слабым, беззащитным — мальчик не в силах противостоять злой колдунье.